# Братський корпус (Софійський монастир)
Бра́тський ко́рпус — будівля колишніх чернечих келій Софійського монастиря, зведена у 1756—1757 роках на захід від Софійського собору в стилі українського бароко.
Між 1823 та 1829 роками перебудований на комплекс стаєнь та господарських приміщень за проєктом архітектора Андрія Меленського, але вже 1840 року пристосований під житло для ченців та півчих. У 1844 році за проєктом Павла Спарро надбудовано другий поверх в стилі класицизму та зведено двоярусну дерев'яну галерею зі сходами на західному фасаді. До 1972 року використовувався як житлова будівля. У першій половині 1970-х років проведена реставрація споруди.
Зараз у будівлі міститься фондосховище заповідника.
Братський корпус у складі комплексу монастирських споруд Софійського собору занесений до переліку Світової спадщини ЮНЕСКО під № 527. Пам'ятка культурної спадщини національного значення, охоронний номер пам'ятки № 1/10.

## Архітектура

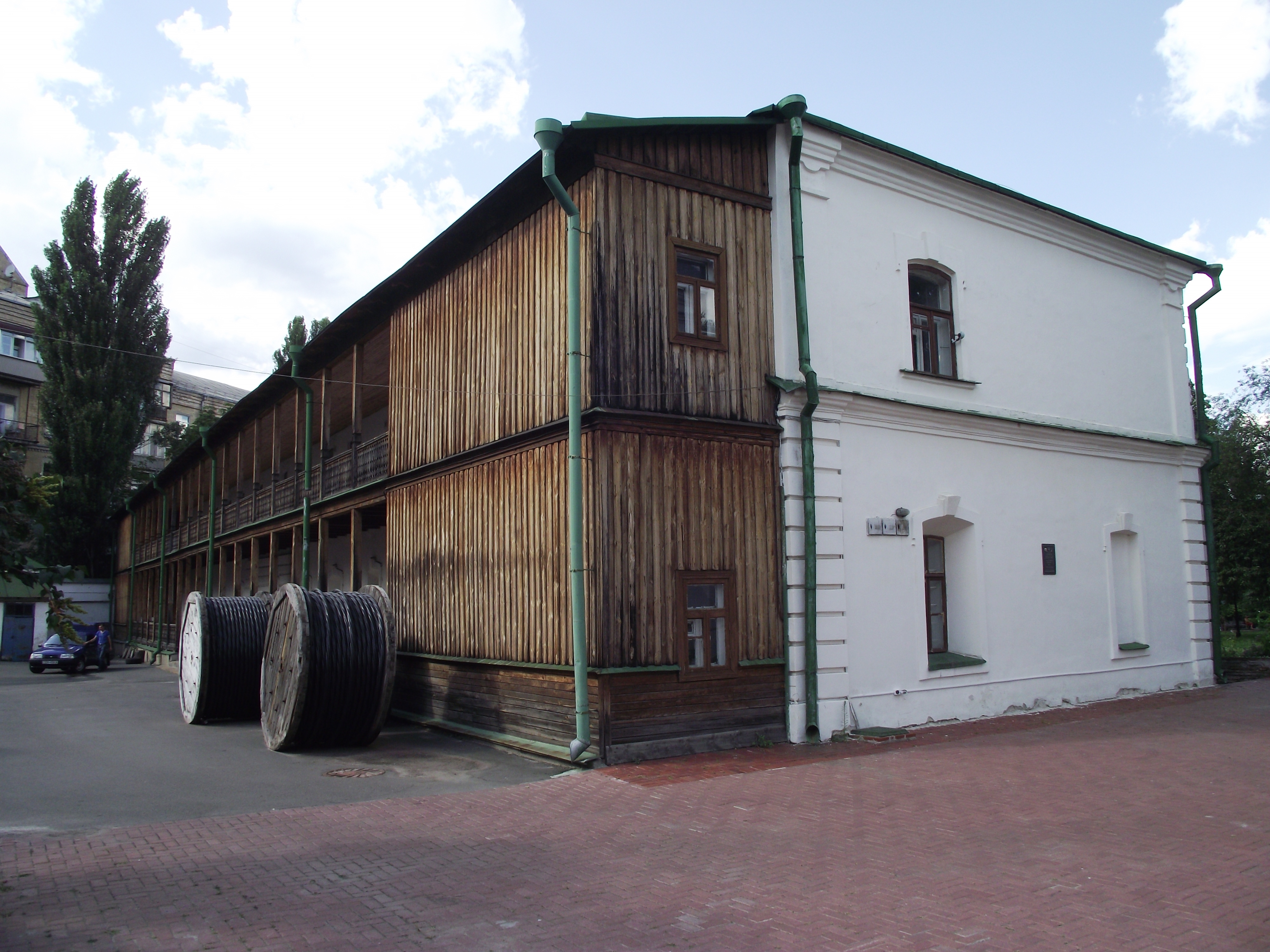
Торцевий фасад та західна дерев'яна галерея

Двоповерховий корпус у плані прямокутний, видовжений по осі північ-південь, увінчаний високим вальмовим дахом на металевих кроквяних фермах з бляшаною покрівлею. З південного боку є склепінчастий однокамерний льох, сходи до якого знаходяться в товщі західної стіни. Перший поверх має анфіладно-коридорне планування з однобічним розташуванням приміщень, другий — коридорне двобічне. В центральній частині будівлі розташовано двоє наскрізних сіней. Стіни муровані на вапняному розчині, тиньковані та побілені. Перекриття приміщень першого поверху зроблені у вигляді циліндричних або зімкнених склепінь з розпалубками, перекриття другого пласкі.
Перший ярус збудований в стилі бароко, в оформленні другого використані барокові елементи. Східний фасад членовано по горизонталі пласкими лопатками, які відповідають плануванню, та обробленими під дощаний руст широкою центральною і двома більш вузькими бічними розкріповками. Лопатки, рустовані на першому ярусі, відокремлюють групи з двох і трьох вікон на кожному поверсі. По вертикалі фасад членується розкріпованими на лопатках профільованими карнизами: між поверхами та вінцевим, а також підвіконними на другому поверсі. Вікна першого поверху та входи в центральній розкріповці прикрашено пласкими лиштвами з рельєфними замковими каменями та мають лучкові перемички.
На західному фасаді знаходиться двоярусна дерев'яна галерея на стовпах з балюстрадним огородженням. У її закритих торцях є двомаршеві сходи на другий поверх, в інтер'єрі яких західна стіна розкріпована та рустована. Центральна частина фасадної стіни та аркові вікна першого поверху оформлені аналогічно східному фасадові. Стіна верхнього поверху гладенька з віконними прорізами. Торцеві фасади мають одну асиметрично розташовану віконну вісь, членовано горизонтально бічними рустованими на першому ярусі лопатками та вертикально — профільованими вінцевим та міжповерховим карнизами.

## Історія
У 1756—1757 роках на подвір'ї Софійського монастиря на захід від собору в ряд із будинком митрополита замість старих дерев'яних келій було збудовано нову одноповерхову споруду, яка складалася з чотирьох секцій-келій. Кожна з них мала сіни, велику келію на три вікна, що виходили на східний бік, та кілька комірок на одне вікно. Перекриття великих східних приміщень були викладеними в одну цеглину зімкненими склепіннями з розпалубками, всіх інших приміщень — циліндричними приміщеннями. Вікна були прикрашені пласкими цегляними лиштвами.
1786 року Софійський монастир був закритий, однак у братському корпусі ще деякий час мешкали ченці, що залишалися при будинку митрополита. У 1819—1822 роках архітектор Андрій Меленський склав проєкт перероблення корпуса під сараї, стайні та приміщення для проживання архієрейського штату, який було подано на розгляд Синоду 19 лютого 1823 року. Згідно з проєктом, передбачався злам внутрішнього планування, закладення віконних отворів у стайні та в сараях, спорудження в'їзду, ґанків та світлових вікон на даху, ремонт тинькування й мурування. Перебудова відбулася між 1823 та 1829 роками. 1838 року стайні було переведено в спеціально збудовану каретну.
У 1840 році корпус було пристосовано для проживання ченців та півчих Софійського собору. Єпархіальним архітектором Павлом Спарро був розроблений проєкт надбудови другого поверху, який затверджено 1 лютого 1844 року. Одночасно прибудовано й західну дерев'яну галерею. Під час цих перебудов розібрано всі стіни та склепіння першого поверху, за виключенням трьох поперечних у центральній частині, закладено два вікна та стесано лиштви. Натомість зроблено пласке перекриття першого поверху на дерев'яних балках, яке зменшило його висоту, стіни та стелі побілено, дощані підлоги пофарбовано. 1872 року в будівлі розташовувалася кухня та їдальня. 1897 року в братському корпусі було 13 квартир, кухня й приміщення для кухарів. 1913 року тут було 28 кімнат, частина з яких винаймалася, а 1920 року кімнат було вже 18. Будинок був заселений до 1972 року.
1971 року були проведені дослідження братського корпусу, внаслідок яких стало можливим проведення ремонтно-реставраційних робіт. Проєкт реставрації розроблено в Українському спеціалізованому науково-реставраційному проєктному управлінні, його автори — архітектори Р. Бикова та В. Цяук. Під час реставрації, яка мала місце у першій половині 1970-х років, відновлено первісні планування та склепіння першого ярусу будівлі, декор східного фасаду, західну дерев'яну галерею, замінено дерев'яні крокви, що тримали дах, на металеві ферми. Після робіт в споруді розміщувалися інститут «Укрпроектреставрація», дирекція Софійського заповідника, а з 1990-х років — фонди Національного заповідника «Софія Київська».

## Відомі особи

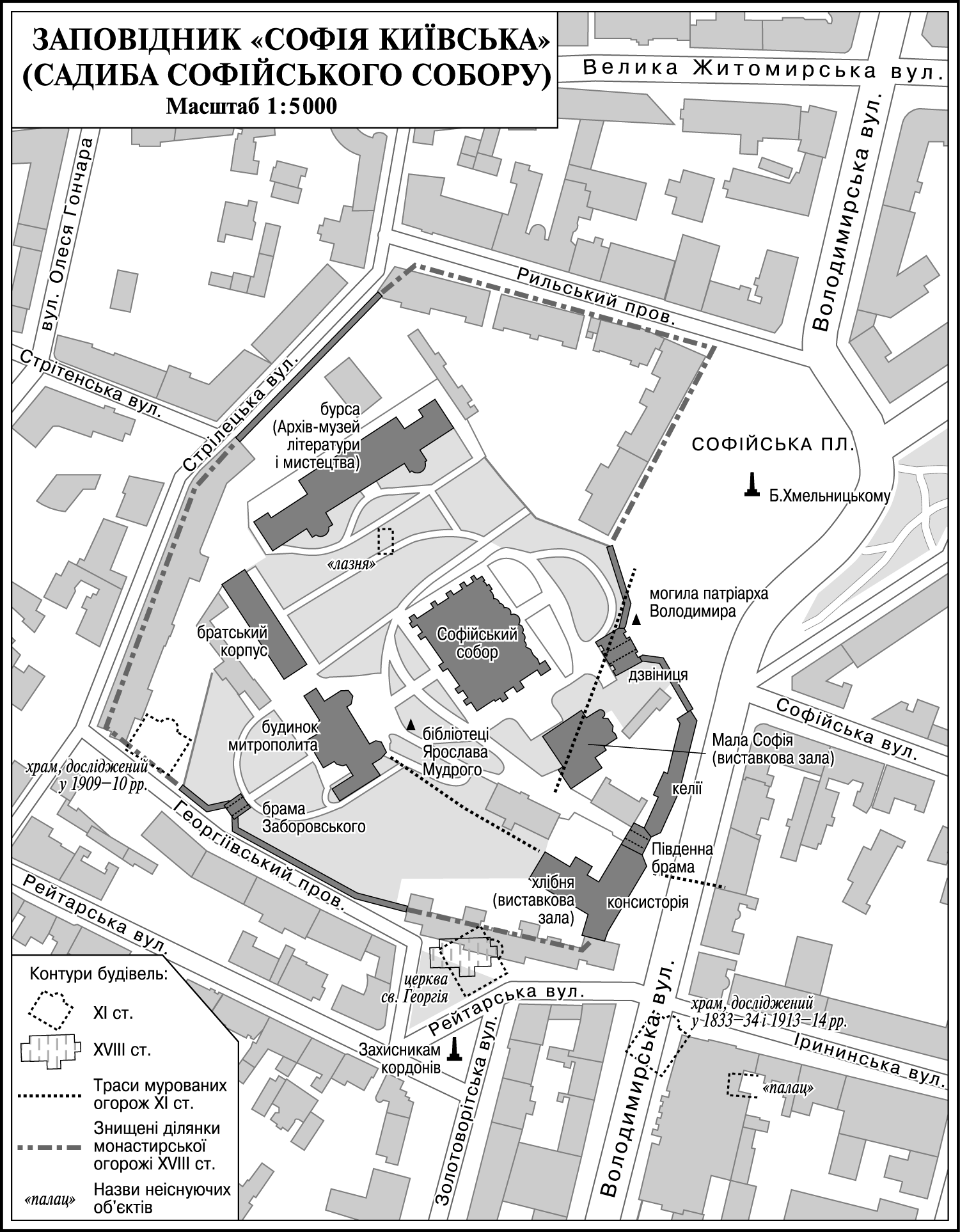
Мапа заповіднику «Софія Київська».

- У квартирі № 1 з початку 1920-х років до 1926 року проживав Моргілевський Іполит Владиславович[2]